# Цемп, Йозеф
Йозеф Цемп (нем. Josef Zemp; 2 сентября 1834 года, Энтлебух, кантон Люцерн, Швейцария — 8 декабря 1908 года, Берн, Швейцария) — швейцарский государственный деятель, президент Швейцарии (1895 и 1902).

## Биография
Был старшим из одиннадцати детей торговца и судебного секретаря. Он изучал право в Университете Рупрехта Карла в Гейдельберге и Университете Людвига Максимилиана в Мюнхене. В 1857—1858 годах был генеральным президентом Швейцарского студенческого союза.
После защиты диплома (1859) вернулся в Энтлебух и открыл там адвокатскую контору. Через год женился на Филомене Видмер. У них родилось 15 детей.

В 1863 году Цемп был избран в Большой совет Люцерна от Католической консервативной фракции и работал в нём до 1891 года. В июле 1871 года избран в сенат Швейцарии, но пробыл там всего полтора года. С декабря 1872 по октябрь 1876 года и с декабря 1881 по декабрь 1891 года входил в состав Национального совета, где был председателем Католической консервативной фракции и короткое время президентом совета (1887).
- 6 июня—6 декабря 1887 г. — президент Национального совета парламента Швейцарии.
- 17 декабря 1891 — 17 июня 1908 гг. — член Федерального совета Швейцарии.
- 1 января 1892 — 31 марта 1901 гг.  — начальник департамента (министр) почт и путей сообщения. Будучи депутатом парламента, выступал против национализации железной дороги, но, войдя в федеральный совет, изменил свое мнение и создал правовую основу для выкупа, что привело после успешного для него референдума к созданию в январе 1902 года Швейцарских федеральных железных дорог,
- 1 января — 31 декабря 1894 г. — вице-президент Швейцарии.
- 1 января — 31 декабря 1895 г. — президент Швейцарии.
- 1 января — 31 декабря 1901 г. — вице-президент Швейцарии.
- 1 января — 31 декабря 1902 г. — президент Швейцарии, начальник политического департамента (министр иностранных дел).
- 1 января 1903 — 17 июня 1908 гг. — начальник департамента почт и путей сообщения. Был известен в 1907 году спорным решением о введении Центральноевропейского времени, а также нового федерального закона об организации телефонной и телеграфной администрации. Он также подготовил пересмотр Почтового закона, который был принят в 1910 году, уже при его преемнике,
- 1 января — 17 июня 1908 г. — вице-президент Швейцарии.

17 июня 1908 года вышел в отставку из-за ухудшения здоровья и умер через несколько месяцев.